# Deep Space Network

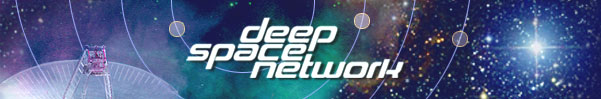
Internetbanner des Deep Space Network

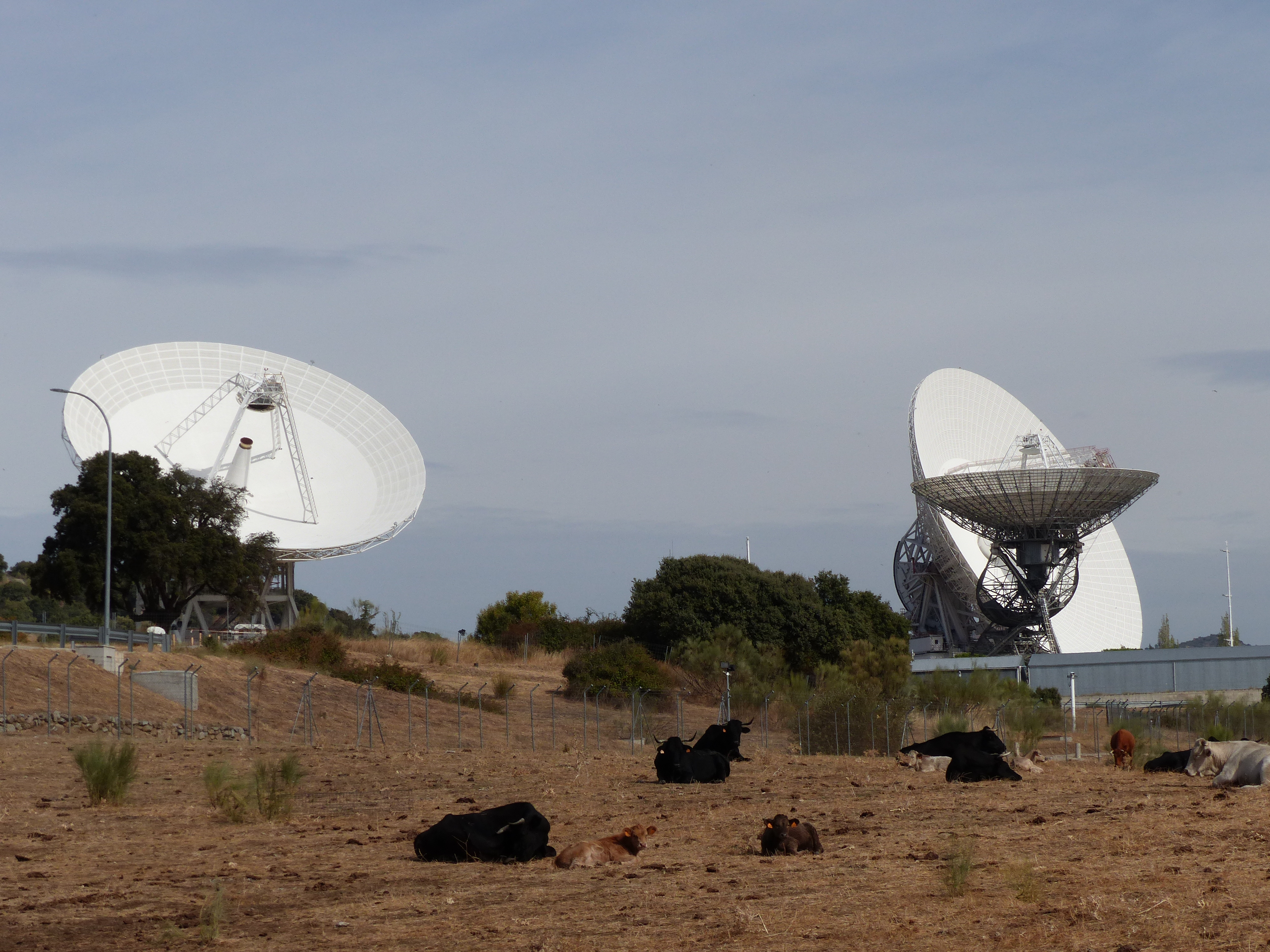
DSN-Antennenanlage von Madrid

Das Deep Space Network (DSN) ist ein weltumspannendes Netz von Deep-Space-Stationen, die zur Kommunikation mit vorwiegend interplanetaren Raumsonden und Satelliten sowie radio- und radarastronomischen Forschungszwecken dienen.
DSN ist Teil eines größeren Netzwerks und nutzt die Möglichkeiten des erdgebundenen Kommunikationsnetzes, das von NASA Integrated Services Network (NISN) bereitgestellt wird. Das NISN ermöglicht den Austausch von Daten in hoher Geschwindigkeit mit den beiden anderen Netzwerken und den Missionen. Die anderen beiden Netze sind das Space Network, das mit geostationären Relais-Satelliten (TDRS) als Empfängern arbeitet, die ihre Daten an Bodenstationen z. B. an Guam Remote Ground Terminal (GRGT) weiterleiten, und das Near Earth Network, das mit vielen kleinen und mittleren Antennen die Kommunikation mit Missionen während der Startphase in erdnahen Umlaufbahnen und mit erdnahen Satelliten ermöglicht. In diesem Netz sind auch Antennen von kommerziellen Satellitenbetreibern und anderen Weltraumagenturen eingebunden. Organisatorisch ist das DSN unter der Kontrolle  des Jet Propulsion Laboratory (JPL) in Pasadena, Kalifornien.
Die ersten großen Aufgaben für die Deep-Space-Stationen der NASA bestanden in der Kommunikation mit interplanetaren Raumsonden wie des Mariner- und Pioneer-Programms sowie mit Voyager 1 und Voyager 2.

## Drei Deep-Space-Komplexe
Das Jet Propulsion Laboratory betreibt für die US-amerikanische Raumfahrtbehörde NASA derzeit zwei große Stationen in Goldstone und Madrid. Die Station in Canberra wird im Auftrag der NASA von CSIRO verwaltet.
| 35° 25′ 36″ N, 116° 53′ 24″ W |  | Goldstone Deep Space Communications Complex (GDSCC) |
|                               |  | Mojave-Wüste, Kalifornien, USA                      |
| 40° 25′ 53″ N, 4° 14′ 53″ W   |  | Madrid Deep Space Communications Complex (MDSCC)    |
|                               |  | Robledo de Chavela bei Madrid, Spanien              |
| 35° 24′ 5″ S, 148° 58′ 54″ O  |  | Canberra Deep Space Communication Complex (CDSCC)   |
|                               |  | Tidbinbilla bei Canberra, Australien                |
Anfangs gab es noch zwei weitere große Stationen mit 26-m-Antennen:
- Woomera, Australien (1959–1972)
- Hartebeesthoek bei Johannesburg, Südafrika (1961–1974)[1]

Zusätzlich kann das DSN noch während der Startphase auf dem Kennedy Space Center auf die Fähigkeiten der Launch Support Facility (MIL-71) in Florida zugreifen.
Alle drei Komplexe befinden sich in hügeligem Gelände in einer Mulde, um Störungen durch terrestrische Radiofrequenzen zu minimieren. Die strategische Platzierung ermöglicht trotz Erdrotation eine durchgängige Kommunikation mit Raumfahrzeugen in Ekliptiknähe, denn die Stationen sind halbwegs gleichmäßig (14° W, 113° W und 149° O) über die Längengrade der Erde verteilt. Noch bevor ein Objekt hinter dem Horizont verschwindet, kann die nächste Anlage die Kommunikation fortsetzen.
In bestimmten Situationen lassen sich weitere Antennen  hinzuschalten. Das Parkes Radioteleskop kann in den Canberra Komplex eingebunden werden, und die kombinierten Signale der 27 Antennen des Very Large Array (VLA) in New Mexico können dem Goldstone Komplex hinzugeschaltet werden. Diese Technik der Zusammenschaltung wurde angewendet für die Vorbeiflüge der Voyager-Missionen und Pioneer 11 an Jupiter, Saturn, Uranus und Neptun. Später war man für die Galileo-Mission wieder auf diese Technologie angewiesen, um die Folgen der ausgefallenen Hauptantenne abzumildern. Nach der Planung werden alle drei Komplexe mit mindestens vier 34-Meter-Antennen ausgestattet, die kombiniert die 70-Meter-Antennen in ihrer Funktion ersetzen können.

## Geschichte

### Anfänge
Der Vorläufer des Deep Space Network (DSN) wurde im Januar 1958 gegründet, als das Jet Propulsion Laboratory (JPL), damals noch unter Vertrag der U.S. Army, mobile Funkverfolgungsbodenstationen in Nigeria, Singapur und Kalifornien einsetzte, um Telemetriedaten des von der Army gestarteten Explorer 1, dem ersten erfolgreichen Satelliten der Vereinigten Staaten, zu empfangen und dessen Flugbahn zu verfolgen. Die NASA wurde offiziell am 1. Oktober 1958 gegründet, um die sich unterschiedlich entwickelnden Weltraumprogramme der U.S. Army, der U.S. Navy und der U.S. Air Force in einer zivilen Organisation zusammenzuführen.
Am 3. Dezember 1958 wurde das JPL von der U.S. Army an die NASA transferiert und erhielt die Verantwortung für den Entwurf und die Umsetzung von Mond- und Planetenerforschungsprogrammen mit ferngesteuerten Raumfahrzeugen. Kurz darauf führte die NASA das Deep Space Network als ein separat verwaltetes und betriebenes Kommunikationssystem ein, das allen Deep-Space-Missionen zur Verfügung stehen würde. Dadurch wurde vermieden, dass für jedes Weltraumprojekt ein eigenes, spezialisiertes Weltraum-Kommunikationsnetzwerk errichtet und betrieben werden musste. Das DSN war eigenverantwortlich für Forschung, Entwicklung und Betrieb, um alle Missionen gleichermaßen zu unterstützen. Unter diesem Konzept wurde es weltweit führend in der Entwicklung von rauscharmen Empfängern, großen Parabolantennen, Funkverfolgungs-, Telemetrie- und Kommandosystemen, digitaler Signalverarbeitung und von Deep-Space-Navigation.

### Das Manned Space Flight Network (MSFN)
Den Anfang bildete ein Netzwerk von 26-m-Antennen, die ursprünglich noch an mehr Stellen unterhalten wurden. Das Manned Space Flight Network (MSFN) war ein weltumspannendes Antennennetz, das speziell für den bemannten Raumflug der Mercury-, Gemini-, Apollo- und Skylab-Programme gebraucht wurde. Es benötigte viele Antennen rund um den Globus und wurde aufgebaut, um ständigen Kontakt möglichst ohne Unterbrechungen zu Astronauten und Raumschiffen in erdnahen Umlaufbahnen unterhalten zu können. Objekte in niedrigen Umlaufbahnen bewegen sich schnell und können von einer Station nur für wenige Minuten empfangen werden. Diese Antennen mussten Fähigkeiten für schnelles Tracking haben und waren deswegen auch in der Größe beschränkt. Darunter waren:
- NRAO 85-1 Howard E. Tatel Radio Telescope in Green Bank, West Virginia seit 1958. Diese 26-m-Antenne wurde später zum Green Bank Interferometer umgebaut.
- Michigan Radio Astronomy Observatory (UMRAO) in Michigan.
- DSIF 51 / DSS 51 in Hartebeesthoek, Südafrika, in der Nähe von Johannesburg. 1961 für L-Band gebaut, 1964 umgebaut und auf S-Band umgestellt. Bei der NASA wurde das Radioteleskop 1974 außer Dienst genommen und an den südafrikanischen Rat für wissenschaftliche und industrielle Forschung (CSIR) übergeben, der es zum Radio-Observatorium Hartebeesthoek (HartRAO) umbaute.[3]
- 1960 wurde in Australien die DSS41 in Woomera gebaut, 1964 wurde sie umgebaut für L- und S-Band und 1972 geschlossen und abgebaut.

### Ausbau für das Apollo-Programm
Die Apollo-Missionen benötigten zusätzliche Antennen. Während des Mondaufenthalts wurde eine Antenne für die Kommunikation mit der Mondlandefähre und eine andere für das Kommandomodul gebraucht, zusätzlicher Bedarf entstand durch die Übertragung von Fernsehbildern von der Mondoberfläche, außerdem sollten noch redundante Antennen für den Fall eines Ausfalls vorhanden sein. Daher wurden zusätzliche 26-m-Antennen des MSFN in den Komplexen des DSN von Goldstone, Madrid und Canberra aufgebaut. Ein Großteil der Kommunikation lief über das MSFN, das DSN stellte zusätzliche Kapazitäten für die kurze Zeit der Mondaufenthalte sowie Redundanz zur Verfügung. 1966 kam die erste 64-m-Antenne in Goldstone für die Notfallkommunikation, 1973 bekamen Madrid und Canberra eigene 64-m-Antennen hinzu.

### Ausbau für die Voyager-Missionen
Die Missionen gingen immer weiter hinaus in den Bereich der äußeren Planeten, z. B. die Voyager-Sonden, so dass leistungsfähigere Antennen notwendig wurden. Die benötigten Kapazitäten für Voyager 2 im Bereich des Uranus konnten mit den vorhandenen 64-m- und 26-m-Antennen nicht mehr bewältigt werden, daher wurden in den 1980er und 1990er Jahren zusätzliche 34-m-Antennen gebaut, bestehende 26-m-Antennen wurden zu 34-m-Antennen erweitert oder ersetzt. Als Voyager 2 zu Neptun kam, reichten auch die Fähigkeiten der 64-m-Antennen nicht mehr aus, so dass sie auf 70-m-Antennen erweitert werden mussten. Durch Zusammenschaltung vieler Antennen, darunter auch Antennen, die nicht zum DSN gehören, konnte die erforderliche Datenrate erreicht werden.
Auf die größten Antennen des DSN wird gelegentlich in Notsituationen von Raumfahrzeugen zurückgegriffen. Fast alle Raumfahrzeuge sind so entworfen, dass im Normalbetrieb die kleineren (und ökonomischeren) Antennen des DSN verwendet werden. Doch im Notfall sind die größten Antennen von entscheidender Bedeutung. Das liegt daran, dass ein in Schwierigkeiten geratenes Raumfahrzeug gezwungen sein könnte, weniger Übertragungsleistung zu benutzen, oder dass Probleme bei der Lageregelung die Benutzung von Antennen mit hohem Antennengewinn verhindern könnten. Weiterhin ist es wichtig, Telemetriedaten möglichst vollständig zu empfangen, um den Zustand des Raumfahrzeugs feststellen zu können und die Rettung zu planen. Das berühmteste Beispiel war die Apollo-13-Mission, bei der durch eingeschränkte Batterieleistung und die Unbenutzbarkeit der Antennen mit hohem Antennengewinn die Funksignale so schwach waren, dass sie vom Manned Space Flight Network nicht mehr empfangen werden konnten. Die Benutzung der größten DSN-Antennen (und des Radioteleskops des australischen Parkes-Observatoriums) waren entscheidend bei der Rettung der Astronauten. Auch wenn es sich bei Apollo 13 um eine amerikanische Mission handelte, bietet das DSN diese Notfalldienste im Geiste der internationalen Zusammenarbeit zwischen den verschiedenen Raumfahrtbehörden auch anderen Raumfahrtbehörden an.

### Stand 2019
Inzwischen sind alle 26-m-Antennen, die von 26 auf 34 Meter erweiterten und die 34-m-HEF-Antennen der ersten Generation bis auf DSS-65 deaktiviert, zugunsten von modernen 34-m-Beam-Wave-Guide-Antennen. Jede Station hat mindestens drei aktive 34-m- und eine 70-m-Antenne. Zeitweise hatte jeder der drei Komplexe eine zusätzliche 11-m-Antenne für VLBI.
Die 70-m-Antenne des Goldstone Komplexes ist außerdem mit sehr starken Sendern ausgestattet. Diese Fähigkeit macht die Antenne zu einem leistungsfähigen Radargerät, das hochaufgelöste Radarbilder von Asteroiden und anderen Himmelskörpern des Sonnensystems ermöglicht. Ein starkes Signal wird mit der 70-m-Antenne in Richtung des Himmelskörpers gesendet und große Radioteleskope z. B. des DSN, von Green Bank und Arecibo fangen die Reflexionen auf. Aus den Daten lassen sich dann Radarbilder generieren und die Entfernung, Radialgeschwindigkeit und präzise Bahndaten berechnen.
Alle drei Komplexe verfügen über eine netzunabhängige unterbrechungsfreie Notstromversorgung mit Batterien und Dieselgeneratoren. Die Batterien halten bei einem Stromausfall die Geräte solange in Betrieb, bis die Dieselgeneratoren angefahren sind. Dieselmotoren sind geeignet, weil sie keine Zündkerzen haben und somit keine elektromagnetischen Störungen verursachen. Mit zur Aufgabe des DSN gehört die elektronische Verarbeitung von großen Datenmengen sowie die Speicherung und Archivierung aller Daten für zukünftige wissenschaftliche Auswertung. Es gibt außerdem ein Backup für das Kontrollsystem, falls Goldstone oder eines der anderen Kontrollzentren aus irgendeinem Grund ausfällt. Alle drei Stationen verfügen über Delta-DOR Technologie. Falls mehrere Raumfahrzeuge am Himmel eng beieinander sind und im gleichen Frequenzbereich, aber mit leicht unterschiedlichen Frequenzen senden, können von einer Antenne bis zu vier verschiedene Signale gleichzeitig empfangen und verarbeitet werden. Solche Bedingungen sind beispielsweise bei mehreren gleichzeitig laufenden Marsmissionen gegeben.
Bis 5. November 2017 wurden die Beobachtungszeiten und Sende- und Empfangskapazitäten rund um die Uhr vom Goldstone-Komplex in Kalifornien zentral gesteuert und jedes Kontrollzentrum hatte einen 24-Stunden-Betrieb. Jedes der drei Zentren hat eigenes technisches und wissenschaftliches Personal für Betrieb und Unterhalt und kann als Backup des DSN dienen. So kam man zu der Entscheidung, dass die Kontrolle gemäß einer Follow-the-Sun-Regelung regelmäßig zwischen den drei Komplexen wechselt. Damit hat jede Station tagsüber acht Stunden die Kontrolle, die sie danach zu einer definierten Zeit an die nächste Station weitergibt, jeweils eine Stunde überlappt zwischen beiden Stationen während der Übergabe. Auf diese Weise konnte der Dreischicht-Betrieb in Goldstone und in den anderen Stationen zum größten Teil entfallen und das vorhandene Personal konnte effektiver arbeiten. Damit wurden die Arbeitsbedingungen verbessert und zugleich die Personalkosten reduziert.
Bei vielen Missionen arbeitet DSN seit langem eng mit dem ESTRACK-Netzwerk der ESA zusammen und 2007 unterzeichnete man ein Abkommen zur gegenseitigen Unterstützung. Die drei Deep-Space-Stationen von ESTRACK sind in einigen Fällen günstiger positioniert als die des DSN, außerdem gibt es Fälle, in denen besonders viele Daten anfallen oder viele Objekte gleichzeitig beobachtet werden müssen. Für VLBI ermöglicht die Zusammenarbeit neue Basislinen zwischen den Stationen beider Agenturen und somit genauere Messungen. Alle Anlagen entsprechen den Bestimmungen des CCSDS, damit ist ein Datenaustausch und die Zusammenarbeit zwischen verschiedenen Netzwerken möglich. Fallweise arbeitet das DSN auch mit anderen Weltraumagenturen und deren Deep-Space-Antennennetzwerken zusammen z. B. mit den Anlagen von JAXA in Usuda und den Anlagen der ISRO in Byalalu.

### Künftiger Ausbau und Laserkommunikation
Der allgemeine technische Fortschritt bringt immer bessere Technik mit sich, z. B. höher aufgelöste Kameras, multispektrale Aufnahmen in vielen unterschiedlichen Frequenzbändern, aber damit auch immer mehr Daten und Kommunikationsbedarf. Die transportierten Datenmengen verdoppeln sich ungefähr alle zehn Jahre. Für hohe Datenraten sind höhere Frequenzen besser, immer mehr Missionen verwenden Ka-Band für den Downlink, während der Bedarf für S-Band zurückgeht.
Das DSN wird derzeit für den kommenden Kommunikationsbedarf weiter ausgebaut. In Zukunft sollen alle drei Stationen neben einer 70-m-Antenne mindestens vier moderne 34-m-Beam-Wave-Guide-Antennen haben. Die Station in Madrid hat ihre vierte 34-Meter Antenne dieses Typs Anfang 2021 erhalten. Für den Fall eines Ausfalls der 70-m-Antenne können diese Antennen kombiniert werden und im Downlink die große Antenne mit mindestens gleicher Leistung ersetzen. Die bestehenden Anlagen bekommen zusätzliche Empfänger für zusätzliche und höhere Frequenzbänder, außerdem bekommt mindestens eine der kleineren Antennen einen stärkeren 80 kW-Sender. Im Goldstone-Komplex wird eine der 34-m-Schüsseln im zentralen Bereich im Durchmesser von 8 m mit Spiegeln und einem Empfänger im optischen Bereich versehen, um Empfangsmöglichkeiten für Kommunikation mit Laser zu schaffen. Zuerst wird die Technologie getestet, und nach der Testphase voraussichtlich in Goldstone implementiert. Lasertechnologie ermöglicht viel höhere Datenraten, ist dafür aber leichter vom Wetter beeinflusst.
Alle 70-m-Antennen sind inzwischen über 40 Jahre alt und zeigen Abnutzungserscheinungen. Der Unterhalt wird immer aufwendiger bei wachsenden Kosten, gleichzeitig wird die Beschaffung von Ersatzteilen immer schwieriger. Die 70-m-Antennen sollen langfristig durch ein Array von vier 34-m-Antennen ersetzt werden, dabei haben alle vier Antennen einen Empfänger und mindestens eine der vier hat einen Sender mit 80 kW Sendeleistung. Der Betrieb von vier kleinen Antennen ist wesentlich flexibler, aber auch kostengünstiger im Unterhalt als die große Antenne. Es können jeweils nach Bedarf Antennen kombiniert werden. Im Jahr 2025 sollen alle drei Komplexe über fünf Beam-Wave-Guide-Antennen verfügen und die 70-m-Antennen könnten außer Betrieb genommen werden. Zu der Zeit wird auch das Ende der Voyager-Missionen erwartet, der Bedarf für die 70-m-Antennen reduziert sich damit entsprechend.
Alle 70-Meter-Antennen wurden ab Anfang der 2020 bis ca. 2024 für zehn Monate sukzessiv außer Betrieb genommen, um umfangreiche Modernisierungen und Erweiterungen durchzuführen. Die 20-kW-S-Band-Sender sollen dabei durch 100-kW-Sender ersetzt werden, und die 20-kW-X-Band-Sender sollen durch modernere 80-kW-Sender ersetzt werden, außerdem wird das X-Band erweitert. Der 400-kW-Sender von DSS-43 wird durch den 100-kW-Sender obsolet. Die neuen Einrichtungen gingen für DSS-43 im Februar 2021 in Betrieb, DSS-63 soll ab Dezember 2022 und DSS-14 ab Dezember 2024 wieder in Betrieb gehen.

## Aufgaben
Das DSN hat zwei verschiedene Aufgabenbereiche. Der erste und wichtigste ist die Unterstützung von Raumfahrtprogrammen, der zweite ist wissenschaftliche Forschung. Der Schwerpunkt liegt auf der Raumfahrt, wissenschaftliche Forschung kann betrieben werden, solange Kapazitäten übrig sind. Für die genaue Positionsbestimmung der Antennen sind außerdem regelmäßige VLBI Messungen unerlässlich.
Die Primäraufgaben des Raumfahrtprogramms sind Telemetrie, Tracking, Control und Monitor
- Telemetrie: Das DSN hat die Möglichkeit, Telemetriedaten von Raumsonden und Objekten in der Erdumlaufbahn zu erhalten, zu berechnen und zu entschlüsseln sowie an die entsprechenden Stellen zu verteilen. Telemetriedaten bestehen aus wissenschaftlichen und betriebsbedingten Daten, die Radiosignalen aufmoduliert sind, die vom Raumschiff gesendet werden. Das Telemetriesystem kann diese Daten empfangen und aufbereiten, sie an die einzelnen Projekte weiterleiten und kann überprüfen, ob die gewonnenen Daten fehlerfrei sind.

- Radiometrische Verfolgung (Tracking): Das Radioverfolgungssystem ermöglicht die gegenseitige Kommunikation zwischen Bodenstation und Raumfahrzeug. Es kann damit die Position, die Geschwindigkeit und die Richtung bestimmt werden. Alle Komplexe verfügen über Technologie für das Delta-DOR-Verfahren zur präzisen Bahnbestimmung.
- Befehlsübermittlung: Das DSN sorgt dafür, dass die Projekte zur gegebenen Zeit Befehle und Kursdaten an das Raumfahrzeug übermitteln können. Das DSN arbeitet dabei als Vermittler zwischen den Projekten und ihrem Objekt. In vielen Fällen können die Kommunikationszeiten und die dabei übermittelten Daten im Voraus geplant werden und ohne direkte Beteiligung der Projekte abgewickelt werden. Zur Erfüllung dieser Aufgabe wird das Advanced Multi-Mission Operations System (AMMOS) verwendet, die den einzelnen Missionen die nötigen Ressourcen zu den entsprechenden Zeiten zuordnet. Die einzelnen Projekte können sich ganz auf die Auswertung der Missionsdaten konzentrieren, während das DNS die Kontrolle und Steuerung des Raumfahrzeugs übernimmt.
- Überwachung und Kontrolle: Aufgabe des Control- und Monitor Systems ist die Weiterleitung der gewonnenen Daten an die Projekte in Echtzeit. Außerdem wird damit die Funktion und der Betrieb des DSN-Netzwerks aufrechterhalten und überwacht.

Es gibt vielfältige wissenschaftliche Aufgaben, die häufig zusammen mit anderen Radioteleskopen geleistet werden können.
- Wissenschaftliche Antennenforschung: Außer zu Kommunikationsaufgaben kann das DSN auch zur Weltraumforschung und Entwicklung eingesetzt werden. Die Möglichkeiten können dabei von allen qualifizierten Wissenschaftlern und Ingenieuren genutzt werden, solange die Raumfahrtprogramme dadurch nicht beeinträchtigt werden. Es wird dabei mit Observatorien der NASA und nicht-NASA zusammengearbeitet. Das DSN unterhält und verbessert laufend die wissenschaftlichen Möglichkeiten und übernimmt Neuerungen, so dass nicht nur die gegenwärtigen Beobachtungen und Experimente unterstützt werden, sondern auch zukünftige wissenschaftliche Herausforderungen. Ältere Anlagen werden weitergenutzt zu Test- und Schulungszwecken.
- Interferometrie: die genaue Vermessung der Positionen von Radioquellen. Das schließt Astrometrie, Very Long Baseline Interferometry (VLBI), Connected Element Interferometrie, Interferometrie-Arrays und Orbiting Interferometrie sowie Messungen der Standpunkte der Stationen und der Erdorientierung für die Erderforschung  ein.
- Radiowissenschaft: Erkenntnisse über das Sonnensystem und die allgemeine Relativitätslehre durch Experimente mit Radiowellen zwischen Raumschiffen und dem DSN. Damit konnten z. B. Atmosphäre, Ionosphäre, Planetenoberflächen, Planetenringe, die Sonnenkorona, interplanetares Plasma und die Masse von Planeten, Monden und Asteroiden bestimmt werden.
- Radio- und Radarastronomie: Ermittlung von Informationen durch Signale, die von natürlichen Himmelsobjekten ausgehen oder reflektiert werden.
- Erdposition: Ermittlung der Standorte der Radiostationen und der Erdorientierung (Geodäsie).
- Himmelsbeobachtung: Identifikation und Aufzeichnung von Radioquellen zur Erstellung eines Referenzrahmens. Das schließt Radiometrie, Polarimetrie, Spektroskopie und erweiterte Spektralanalyse ein. Das DSN unterhielt ein Unternetzwerk von 11-m-Antennen, die zur Unterstützung von zwei Very-Long-Baseline-Interferometrie-Satelliten dienten. Beide Satelliten wurden benutzt, um hoch aufgelöste Karten von natürlichen Radioquellen zu erstellen und dabei die Möglichkeiten von VLBI mit einer längeren Basislinie zu nutzen.